# Campeonato Mundial de Ginástica Artística de 1985
O XXIII Campeonato Mundial de Ginástica Artística transcorreu entre os dias 3 e 10 de novembro de 1985, na cidade de Montreal, Canadá.

## Eventos
- Individual geral masculino
- Equipes masculino
- Solo masculino
- Barra fixa
- Barras paralelas
- Cavalo com alças
- Argolas
- Salto sobre a mesa masculino
- Individual geral feminino
- Equipes feminino
- Trave
- Solo feminino
- Barras assimétricas
- Salto sobre a mesa feminino

## Medalhistas
Masculino
| Evento           | Ouro | Prata                                                                                      | Bronze |
| Equipes          | Vladimir Artemov · Yuri Korolev · Valentin Mogilny · Yury Balabanov · Alexei Tikhonkikh · Aleksandr Tumilovich · União Soviética · (585,650) | Li Ning · Xu Zhiqiang · Tong Fei · Lou Yun · Yang Yueshan · Zhou Limin · China · (582,600) | Sylvio Kroll · Holger Behrendt · Ulf Hoffmann · Jorg Hasse · Sven Tippelt · Holger Zeig · Alemanha Oriental · (581,050) |
| Individual geral | Yuri Korolev · União Soviética · (117,850)                                                                                                   | Vladimir Artemov · União Soviética · (117,550)                                             | Sylvio Kroll · Alemanha Oriental · (117,300)                                                                            |
| Salto            | Yuri Korolev · União Soviética · (19,625) | Lou Yun · China · Laurent Barbieri · França · (19,575)                                     | nenhum |
| Solo             | Tong Fei · China · (19,750) | Yuri Korolev · União Soviética · (19,725)                                                  | Li Ning · China · (19,650)                                                                                              |
| Cavalo com alças | Valentin Mogilny · União Soviética · (19,750)                                                                                                | Li Ning · China · (19,650)                                                                 | Hiroyuki Konishi · Japão · (19,625)                                                                                     |
| Barras paralelas | Sylvio Kroll · Alemanha Oriental · Valentin Mogilny · União Soviética · (19,800)                                                             | nenhum                                                                                     | Koji Gushiken · Japão · (19,775)                                                                                        |
| Argolas          | Yuri Korolev · União Soviética · Li Ning · China · (19,750)                                                                                  | nenhum                                                                                     | Kyoji Yamawaki · Japão · Yuri Balobanov · União Soviética · (19,600)                                                    |
| Barra fixa       | Tong Fei · China · (19,850) | Sylvio Kroll · Alemanha Oriental · (19,725)                                                | Mitsuaki Watanabe · Japão · (19,700)                                                                                    |

Feminino
| Evento              | Ouro | Prata | Bronze |
| Equipes             | Irina Baraksanova · Vera Kolesnikova · Olga Mostepanova · Oksana Omelianchik · Yelena Shushunova · Natalia Yurchenko · União Soviética · (393,375) | Laura Cutina · Eugenia Golea · Celestina Popa · Daniela Silivaş · Ecaterina Szabo · Camelia Voinea · Roménia · (388,850) | Gabriele Fahnrich · Jana Furhmann · Martina Jentsch · Dagmar Kersten · Ulrike Klotz · Jana Vogel · Alemanha Oriental · (387,500) |
| Individual geral    | Yelena Shushunova · Oksana Omelianchik · União Soviética · (78,663)                                                                                | nenhum | Dagmar Kersten · Alemanha Oriental · (78,325)                                                                                    |
| Salto               | Yelena Shushunova · União Soviética · (19,826) | Ecaterina Szabó · Roménia · (19,650)                                                                                     | Dagmar Kersten · Alemanha Oriental · (78,625)                                                                                    |
| Solo                | Oksana Omelianchik · União Soviética · (19,900) | Yelena Shushunova · União Soviética · (19,888)                                                                           | Ulrike Klotz · Alemanha Oriental · (19,775)                                                                                      |
| Trave               | Daniela Silivaş · Roménia · (19,813) | Ecaterina Szabo · Roménia · (19,775)                                                                                     | Yelena Shushunova · União Soviética · (19,575)                                                                                   |
| Barras assimétricas | Gabriele Fahnrich · Alemanha Oriental · (19,938)                                                                                                   | Dagmar Kersten · Alemanha Oriental · (19,763)                                                                            | Hana Ricna · Tchecoslováquia · (19,488)                                                                                          |

## Quadro de medalhas
| Ordem | País              | Medalha de ouro | Medalha de prata | Medalha de bronze |    |
| ----- | ----------------- | --------------- | ---------------- | ----------------- | -- |
| 1     | União Soviética   | 11              | 3                | 2                 | 15 |
| 2     | China             | 3               | 3                | 1                 | 7  |
| 3     | Alemanha Oriental | 2               | 2                | 6                 | 8  |
| 4     | Roménia           | 1               | 3                |                   | 4  |
| 5     | França            |                 | 1                |                   | 1  |
| 6     | Japão             |                 |                  | 4                 | 4  |
| 7     | Checoslováquia    |                 | 1                |                   | 1  |
| TOTAL | TOTAL             | 17              | 12               | 14                | 43 |